# Željko Bebek
Želimir – Željko Bebek (Sarajevo, 16. prosinca 1945.), bosanskohercegovački i hrvatski glazbenik.

## Životopis
Rođen je 16. prosinca 1945. u Sarajevu, od roditelja Katarine i Zvonimira. 
Bebek je tijekom 1960-ih i 1970-ih pjevao u sastavu Kodeksi, jednom od poznatijih sarajevskih sastava tog vremena prije nego što je stupio u Bijelo dugme početkom 1970-ih godina.
Željko Bebek je bio član grupe Bijelo dugme u razdoblju 1974. – 1984., koje glazbeni kritičari označavaju najboljim za grupu. Nakon nesuglasica s Goranom Bregovićem, Bebek napušta grupu u travnju 1984. i ubrzo snima albume Mene tjera neki vrag i Željko Bebek i Armija B. Albumi, međutim, ne postižu očekivani uspjeh. Bebek se ponovno vraća na glazbenu scenu 1989. kada snima dva nova albuma Niko više ne sanja i Pjevaj moj narode koji nailaze na pozitivne kritike i s kojih se izdvajaju hitovi "Da je sreće bilo", "Da zna zora", "Sinoć sam pola kafane popio", "Laku noć svirači", "Fatima" te posebno "Oprosti mi što te volim". Tijekom devedesetih godina Bebek je snimio još pet samostalnih albuma i s hitovima "Tijana", "Dabogda te voda odnijela", "Čaša otrova", "Odlazim", "Kučka nevjerna". Njegov za sada posljednji samostalni album je izdan 2000. godine pod nazivom Ošini po prašini. Na povratničkoj turneji Bijelog dugmeta 2005. godine, Željko Bebek je pokazao svoje fascinantne glasovne sposobnosti te se, po mišljenju kritičara, svrstao u vrh pjevača s prostora nekadašnje Jugoslavije. Bebek je i danas aktivan te zajedno s kolegama i prijateljima Mladenom Vojičićem i Alenom promovira projekt "Kad bi bio bijelo dugme – Bebek, Tifa, Alen" dvoranama Europe i svijeta.

## Diskografija

### S Bijelim dugmetom
- 1974. – Kad bi' bio bijelo dugme
- 1975. – Šta bi dao da si na mom mjestu
- 1976. – Eto! Baš hoću!
- 1977. – Koncert kod hajdučke česme
- 1979. – Bitanga i princeza
- 1980. – Doživjeti stotu
- 1981. – 5. april '81
- 1983. – Uspavanka za Radmilu M.

### Solo karijera
- 1978. – Skoro da smo isti
- 1984. – Mene tjera neki vrag
- 1985. – Armija B
- 1989. – Niko više ne sanja
- 1989. – Pjevaj moj narode
- 1990. – Karmin pjesma i rakija
- 1992. – A svemir miruje
- 1993. – Gori svijet ti ćeš ga ugasiti
- 1995. – Puca mi u glavi
- 1999. – S tobom i bez tebe
- 2000. – Ošini po prašini
- 2012. – Kad poljubac pomiješaš sa vinom
- 2017. – Ono nešto naše
- 2021. – Mali oblak ljubavi

### Sinkronizacija
- "Spider-Man: Novi svijet" kao Stan (2018.)